# Ripley (Illinois)
Ripley es una villa ubicada en el condado de Brown en el estado estadounidense de Illinois. En el Censo de 2010 tenía una población de 86 habitantes y una densidad poblacional de 87,61 personas por km².

## Geografía
Según la Oficina del Censo de los Estados Unidos, Ripley tiene una superficie total de 0.98 km², de la cual 0.98 km² corresponden a tierra firme y (0%) 0 km² es agua.

## Demografía
Según el censo de 2010, había 86 personas residiendo en Ripley. La densidad de población era de 87,61 hab./km². De los 86 habitantes, Ripley estaba compuesto por el 93.02% blancos y el 6.98% pertenecían a dos o más razas. Del total de la población el 1.16% eran hispanos o latinos de cualquier raza.